# Федерация футбола Центральной и Южной Азии
Федерация футбола Центральной и Южной Азии (ФФЦЮА) (англ. Central and South Asian Football Federation) — бывшая спортивная футбольная организация, объединявшая национальные футбольные ассоциации и федерации стран Центральной и Южной Азии. Являлся одним из подразделений АФК. Федерация была основана в 1997 году и включала в себя 12 стран-членов. В июне 2014 года из-за создания Федерации футбола Центральной Азии и последующего входа в состав данной новой организации национальных футбольных федераций Афганистана, Кыргызстана, Таджикистана, Туркменистана и Узбекистана, ФФЦЮА была упразднена и создана новая организация — Федерация футбола Южной Азии, в которую вошли 7 стран Южной Азии.

## Страны-участницы

### Действующие члены
- Бангладеш
- Бутан
- Индия
- Мальдивы
- Непал
- Пакистан
- Шри-Ланка

### Бывшие члены
В 2014 году данные страны создали свою отдельную зону Центральной Азии.
- Афганистан
- Кыргызстан
- Таджикистан
- Туркменистан
- Узбекистан

## Президенты
| President       | Years                       |
| --------------- | --------------------------- |
| Ганеш Тапа      | 1999 — Октябрь 2009         |
| Кази Салахуддин | Октябрь 2009 — Октябрь 2012 |